# Katoen Natie
Katoen Natie es una empresa proveedora de servicios logísticos internacionales, ingeniería aplicada y operador portuario. Su sede central se encuentra en Amberes, Bélgica. La empresa está presente en 36 países de los cinco continentes y emplea a unas 13.000 personas en todo el mundo. 

## Historia
Fue fundada en 1854 como una cooperativa en el puerto de Amberes. En sus inicios, cargaban y descargaban algodón, lo que le dio origen a su nombre, que significa "nación del algodón". Luego se dedicaron a recibir y manipular otras materias primas como yute, café, cacao, lana, caucho, aluminio.
Hasta la década de 1980, la empresa era una compañía pequeña, que no superaba los 200 empleados. En 1986, el entonces presidente de la empresa, Fernand Huts, trajo a su amigo Dirk Lannoo para que juntos "construyeran una empresa mucho más grande". Gracias a la estrategia de Huts y Lannoo, la empresa comenzó a expandirse hacia otros sectores comerciales, incluyendo bienes de consumo y servicios, la industria de petroquímicos, ingeniería aplicada, automóviles y operaciones portuarias.
La década de 1990 marcó un fuerte crecimiento internacional para Katoen Natie. Actualmente, la empresa está presente en Europa, América del Norte, América del Sur, Oriente Medio, el Sudeste Asiático y África.
Según la misma empresa, ofrece soluciones logísticas integradas, incluyendo almacenamiento y depósito, embalaje y (re)embalaje, transporte y distribución, servicios de valor añadido, limpieza y reparación, proyectos e ingeniería de procesos y operaciones portuarias. Cada unidad de negocio tiene su propio conjunto de servicios.

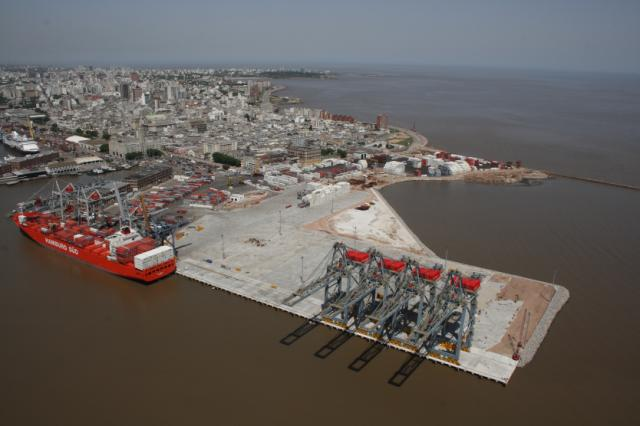
Parque logístico de Katoen Natie en la Terminal Cuenca del Plata en el puerto de Montevideo, Uruguay.

## Política verde
En 2009, Katoen Natie instaló 800.000 m² de paneles solares en los tejados de sus almacenes de Kallo, Amberes, Genk y Gante. Estas instalaciones producen una cantidad anual de unos 35 gigavatios hora, lo que representa el 25% de la capacidad total de energía solar de la Región Flamenca de Bélgica. La electricidad que se genera con estos paneles solares se utiliza principalmente para el propio suministro eléctrico de Katoen Natie. La energía restante se transfiere de nuevo a la red eléctrica.
En 2017, Katoen Natie instaló seis turbinas eólicas en el parque logístico Loghidden City en Kallo. En conjunto, los molinos de viento generan unos 52 GWh al año, lo que equivale aproximadamente al consumo anual de electricidad de 13.000 hogares.

## Oficinas

### Sede central
La sede central, llamada HeadquARTers, fue diseñada por los arquitectos Robbrecht y Daem. En la sede central de la empresa se han integrado cuatro almacenes del siglo XIX, dos casas de estilo Art Nouveau y un edificio de nueva construcción. 
La sede tiene una colección de arte y alberga la colección más grande del mundo de textiles y objetos de arte del arte copto (periodo egipcio tardío). La colección incluye redes de cabello y otros textiles de importancia, aunque se desconoce el origen y la forma en que las colecciones fueron adquiridas. Algunos de los tejidos datan del año 2000 a. C. Además, se encuentra una amplia colección de esculturas del grupo Cobra, y obras de los artistas belgas Pierre Alechinsky y Christian Dotremont, los holandeses Karel Appel, Corneille, Rooskens y Lucebert y los daneses Asger Jorn, Carl-Henning Pedersen y Egill Jacobsen. También están representados artistas contemporáneos de América Latina. Las instalaciones de Wim Delvoye, Jan Fabre, Panamarenko, Denmark, Kobe y Marcel Broodthaers completan la colección.

### Loghidden City
Situado en el centro del puerto de Amberes se encuentra Loghidden City, un complejo logístico de alta tecnología que abarca unas 260 hectáreas. Cuenta con 350 metros de muelle a la entrada de la esclusa de Kallo, donde se pueden cargar y descargar barcazas y feeders. El complejo logístico cuenta con alrededor de 150 naves de 8.000 m² cada una.